# Fyrstedømmet Wales
Fyrstedømmet Wales (walisisk: Tywysogaeth Cymru) eksisterede mellem 1216 og 1536, og omfattede to-tredjedele af det moderne Wales på sit højdepunkt mellem 1267 og 1277. I størstedelen af sin historie var fyrstedømmet "annekteret og forenet" under den engelske krone, bortset fra de første få årtier. I nogle generationer, specifik fra grundlæggelsen i 1216 til afslutningen på Edvard 1.'s erobring af Wales i 1284, var det de facto uafhængige under en walisisk fyrste af Wales, selvom nogle havde sværge troskab til kongen af England.
Fyrtedømmet blev formelt grundlagt i 1216 ved Rådet i Aberdyfi, og det blev senere anerkendt i 1218 med Worcestertraktaten mellem Llywelyn den Store af Wales og Henrik 3. af England. Traktaten underbyggede den politiske virkelighed i 1200-tallets Wales og England, og forholdet til det tidligere Angevinske Rige. Fyrstedømmerne oprethold en stor grad af selvstyre, der blev karakteriseret af et separat retsvæsen, der var baseret på de veletablerede love i Cyfraith Hywel, og ved stadig mere sofistikerede hof i huset Aberffraw. Selvom det skyldte troskab til den angevinske konge af England, så var fyrstedømmet de facto uafhængigt, og det havde en status der kunne sammenlignes med Kongeriget Skotland. Eksistensen af fyrstedømmet er blevet set som bevis for, at alle de elementer der blev krævet for at en selvstændig walisisk stat kunne opbygges, var til stede.
Perioden med de facto uafhængighed sluttede med Edvard 1.'s erobring af fyrstedømmet mellem 1277 og 1283. Under Rhuddlanstatutten mistede fyrstedømmet sin uafhængighed, og blev i praksis et annekteret territorium under den engelske krone. Fra 1301 var kronens jordområder i nord og vest Wales en del af den appanage som tronarvingen fik sammen med titlen "fyrste af Wales". Ved tronbestigelsen blev jordområderne og titlen igen lagt ind under den engelske trone. Ved to lejligheder har walisere forsøgt at tage titlen som fyrste af Wales, hhv. Owain Lawgoch i 1372-1378 og Owain Glyndŵr under Glyndwroprøret i 1400-1415, men i sidste ende fejlede de begge.
Siden Laws in Wales Acts 1535–1542, der formelt inkorporerede hele Wales i Kongeriget England, har der ikke været noget geografisk eller konstitutionelt grundlag for beskrive noget område i Wales som et fyrstedømme, selvom fyrstedømme nogle gange er blevet brugt i uformelle sammenhænge til at beskrive landet og relationen til ærestitlen som fyrste af Wales.